# 塩化ウラン(V)
塩化ウラン(V)または五塩化ウランは化学式 UCl5で表されるウランと塩素の化合物である。

## 生成
塩化ウラン(V)は酸化ウラン(VI)と四塩化炭素を反応させると生じる。
{\displaystyle {\ce {4UO3\ + 10CCl4 -> 2UCl5\ + 10COCl2\ + O2}}}
また、塩化ウラン(IV)を550 ℃で塩素化しても得られる。
{\displaystyle {\ce {2UCl4\ + Cl2 -> 2UCl5}}}

## 性質
塩化ウラン(V)は赤褐色の微結晶粉末、または金属光沢をもつ黒赤色結晶である。塩化ウラン(IV)とは対照的に水溶性である。吸湿性が強く、水や熱によって塩化ウラン(VI)と塩化ウラン(IV)に分解する。アルコール、アセトン、ジエチルエーテル、ジオキサンなどの有機溶媒と反応する。四塩化炭素、二硫化炭素、塩化チオニルとは反応せず溶解する。α相は単斜晶系で空間群 P21/n（No.14、position 2）に属し、格子定数は a = 799 pm、b = 1069 pm、c = 848 pm で β = 91,5°である。一方、四塩化炭素やジクロロメタンで塩化ウラン(VI)を結晶化させるとβ相の塩化ウラン(V)が生じ、これは三斜晶系で空間群 P1 (No. 1) に属する。